# Mallsoft
Le mallsoft (également connu sous le nom de mallwave) est un sous-genre de la vaporwave centré sur les centres commerciaux.
Souvent basé sur la musique lounge d'entreprise, le mallsoft est censé évoquer des images de centres commerciaux, d'épiceries, de halls d'entrée et d'autres lieux de commerce public. Les artistes de mallsoft évoquent généralement des souvenirs nostalgiques de ces établissements de vente au détail, même pour ceux qui n'en ont pas fait l'expérience directe, en s'inspirant de l'easy listening, de la bossa nova et du smooth jazz. Le genre tente aussi souvent de commenter le consumérisme et le capitalisme d'entreprise. Une grande partie du plaisir des auditeurs provient de la nostalgie et du « plaisir de se souvenir pour l'amour de l'acte de se souvenir lui-même. »

## Caractéristiques
Certains artistes ralentissent et réverbèrent simplement des chansons pop des années 1980 pour leur donner l'impression qu'elles proviennent des haut-parleurs d'un centre commercial vide ou abandonné. La réverbération et la distorsion sont souvent superposées aux morceaux pour leur donner une impression d'isolement et de désorientation. Les vidéos sur YouTube associent souvent les morceaux de mallsoft à des images de centres commerciaux, en mettant l'accent sur des images sélectionnées qui semblent avoir été prises dans les années 1980 et 1990,. Les visuels peuvent souvent être destinés à évoquer un sentiment de solitude ainsi que la nature froide des méandres dans des environnements mercantiles trop corporatifs.

## Accueil
Le journaliste musical Simon Chandler décrit l'album Palm Mall (2014) de l'artiste néerlandais Cat System Corp. comme étant « peut-être l'album mallsoft définitif. »